# Jutatip Maneephan
Jutatip Maneephan   (Roi Et, 8 de juliol de 1988) és una ciclista tailandesa. Combina la carretera amb el ciclisme en pista. Ha participat en dues edicions dels Jocs Olímpics.

## Palmarès en ruta
- 2009
  - Medalla d'or als Jocs del Sud-est asiàtic en ruta
- 2012
  - Vencedora d'una etapa a la The Princess Maha Chackri Sirindhorn's Cup
- 2014
  - Medalla d'or als Jocs Asiàtics en ruta
  - Vencedora d'una etapa a la The Princess Maha Chackri Sirindhorn's Cup
- 2015
  -  Campiona de Tailàndia en ruta
  -  Campiona de Tailàndia en contrarellotge
  - Medalla d'or als Jocs de l'Àsia del sud-est en critèrium
- 2016
  - 1a al Tour d'Udon i vencedora de 2 etapes
- 2018
  - Vencedora de 2 etapes al Tour de Tailàndia
- 2019
  - 1a al Tour de Tailàndia i vencedora de 2 etapes
  - Vencedora d'una etapa a la The 60th Anniversary Thai Cycling Association
  - 1a a la The 60th Anniversary Thai Cycling Association-The Golden Era Celebration
- 2020
  - Vencedora d'una etapa al Tour de Tailàndia
- 2022
  - Medalla d'or als Jocs de l'Àsia del sud-est en critèrium
  -  Campiona de Tailàndia en ruta
  - Vencedora de 2 etapes al Tour de Tailàndia
- 2023
  - Medalla d'or als Jocs de l'Àsia del sud-est en critèrium
  - Vencedora de 2 etapes a la Biwase Cup
  - Vencedora d'una etapa al Tour de Tailàndia
- 2024
  - Vencedora d'una etapa a la Biwase Cup
  - 1a al Tour de Tailàndia i vencedora d'una etapa
- 2025
  -  Campiona d'Àsia de ciclisme en ruta
  - 1a al Tour de Tailàndia i vencedora de 3 etapes